# Окленд (регіон)
Окленд (англ. Auckland, маор. Tāmaki-makau-rau) — один з шістнадцяти регіонів Нової Зеландії, та одне з 67 територіальних управлінь, розташований на Північному острові. З населенням 1 529 300 осіб та щільністю 273 особи/км² є найчисельнішим та найщільнішим серед регіонів. Тут мешкає третина населення держави, виробляється — 35.3% ВВП. Регіон отримав назву на честь свого адміністративного центру міста Окленд, в агломерації якого мешкає 92% людей регіону. Регіон лише 15-й за площею.

## Географія
В місті Окленді розташований найбільший аеропорт та морський порт в країні.
Регіон має дуже звивисту берегову лінію та численні острови.
| Острів        | Площа км2 | . |
| Грейт-Барр'єр | 285       |   |
| Ваїгікі       | 92        |   |
| Літл Барр'єр  | 28        |   |
| Рангітото     | 23        |   |
| Кавау         | 19        |   |
| Мотутапо      | 15        |   |

Регіон Окленд з площею 4 894 км2 є одним з найменших в Новій Зеландії. На півночі межує з регіоном Нортленд, з півдня — Ваїкато. Зі східного та західного боку омивається Тихим океаном. Морське узбережжя дуже посічене, берегова лінія — 3 702 км.  C
Лежить на перешийку котрий відділяє Північний Оклендський півострів від решти Північного острову. В найвужчому місці лише 2 кілометри суші в місті Окленд відділяє Тасманове море на заході від затоки Хауракі на сході. Затока Хауракі є великою природною гаванню, котра захищена низкою островів: архіпелаг Барр'єр (Грейт Барр'єр та Літтл Барр'єр), Уаіхікі, Рангітото та низка дрібніших. В ще більш захищеній частині Хауракі — затоці Вейтемата розташований морський порт Окленда. 
Найвища точка регіону — 722 метрів нрм гора Хаутуру (англ. Mount Hauturu) на острові Літтл Барр'єр.

## Економіка
Окленд лідер Новозеландської економіки 35.3% ВВП, 74.7 млрд $. ВВП на душу вищий за загальнодержавний, проте незначно 49 217 $ ((~500 тис ₴/рік)) проти 47 532 $, за цим показником регіон четвертий  (2013-03-31). 
З 2007 року ВВП зріс на 22.6%, в середньому по державі — 24.5%. 
В центральній частині регіону, в передмісті Окленда в Мангере діє найпотужніший аеропорт Нової Зеландії — Окленд. Станом на листопад 2013 — 14 829 393 пасажирів та 155 807 рейсів за рік.

## Населення

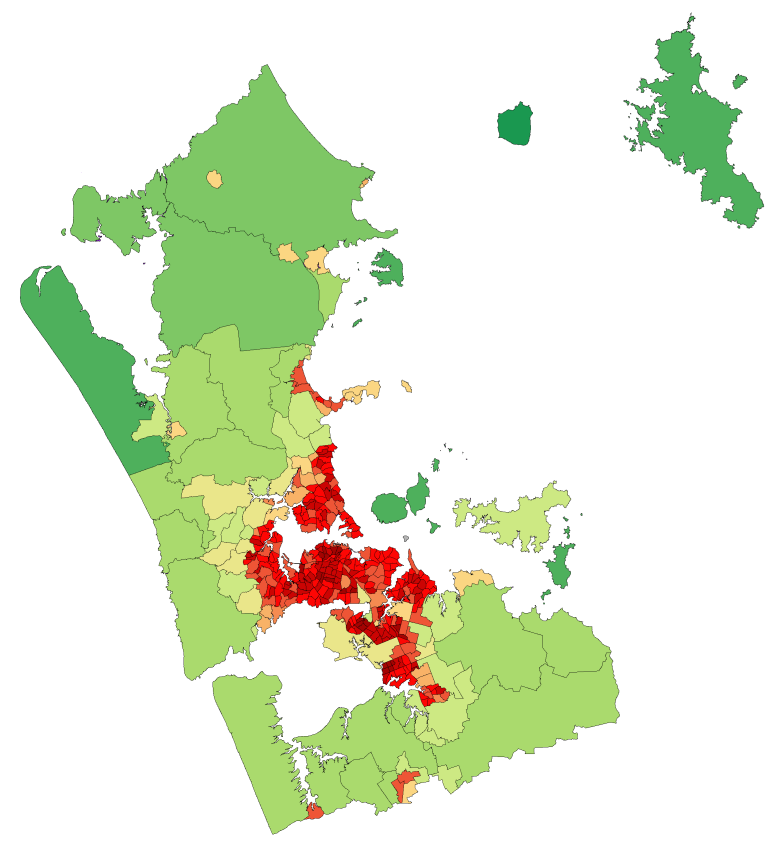
Щільність населення (перепис 2006)

Станом на середину 2013 населення регіону Окленд становить 1 529 300 (34.2% населення Нової Зеландії). Майже все населення (92%) сконцентроване в агломерації Окленд.
Впродовж років регіон має позитивну динаміку приросту населення, середній приріст за останні сім років (2006-2013) близько 22 300 щороку, з них 15 400 природного приросту та 6,900 міграційного приросту. 
Для оклендців, як і для більшості землян характерне старіння населення, середній вік постійно зростає та становить 34.4 роки (сер.2013). Віковий розподіл: 0-14 років — 20.4%, 15-39 — 37.3%, 40-64 — 31.1% , 65+ —11.2. 

## Управління
До 1 листопада 2010 регіон ділився на 7 територіальних управлінь, в подальшому ради територій та рада регіону були об'єднані, а регіон став надавати функції також і територіального управління. Станом на 2014 в Новій Зеландії 5 однорівневих регіонів.